# SRI International

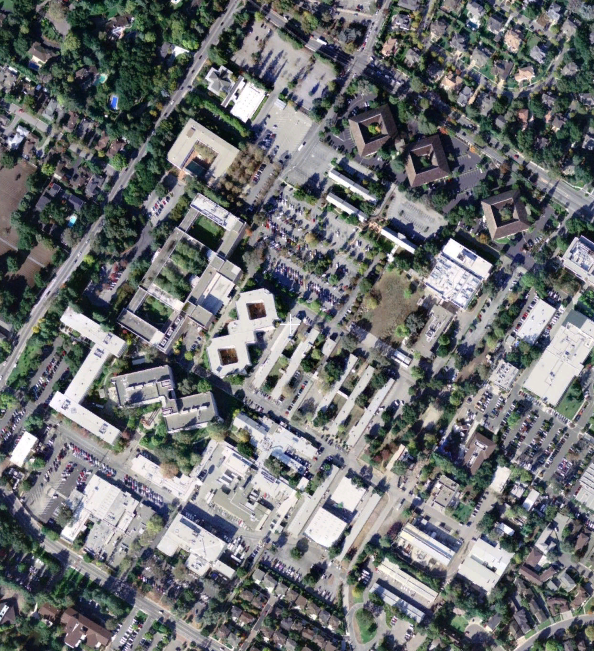
SRI-gebouw in Menlo Park, Californië

SRI International, ook bekend als Stanford Research Institute (SRI), is een Amerikaans natuurwetenschappelijke denktank bij San Francisco. 
Het Stanford Research Institute werd in 1946 in de buurt van en in samenwerking van de Stanford-universiteit opgericht. Het zetelt in de kleine stad Menlo Park, Californië. Sinds 1970 is is SRI bestuurlijk onafhankelijk van deze universiteit en in 1977 werd SRI International de officiële naam.
Het instituut is bekend door de ontwikkeling van de muis in 1964 en was in 1969 een van de eerste knooppunten van het internet. Verder is er de sterkte-zwakteanalyse uit de bestuurskunde ontwikkeld.